# Haas Glacier
Haas Glacier är en glaciär i Antarktis. Den ligger i Västantarktis. Nya Zeeland gör anspråk på området. Haas Glacier ligger 2 325 meter över havet.
Terrängen runt Haas Glacier är bergig norrut, men söderut är den kuperad. Terrängen runt Haas Glacier sluttar norrut.  Trakten är obefolkad. Det finns inga samhällen i närheten.